# Distrito electoral de Potter (condado de Cheyenne, Nebraska)
Potter (en inglés: Potter Precinct) es un distrito electoral ubicado en el condado de Cheyenne en el estado estadounidense de Nebraska. En el Censo de 2010 tenía una población de 644 habitantes y una densidad poblacional de 0,94 personas por km².

## Geografía
Potter se encuentra ubicado en las coordenadas 41°13′41″N 103°16′52″O / 41.22806, -103.28111. Según la Oficina del Censo de los Estados Unidos, Potter tiene una superficie total de 687.63 km², de la cual 687.63 km² corresponden a tierra firme y (0%) 0 km² es agua.

## Demografía
Según el censo de 2010, había 644 personas residiendo en Potter. La densidad de población era de 0,94 hab./km². De los 644 habitantes, Potter estaba compuesto por el 96.12% blancos, el 0.16% eran afroamericanos, el 0.62% eran amerindios, el 0.16% eran asiáticos, el 0% eran isleños del Pacífico, el 2.8% eran de otras razas y el 0.16% pertenecían a dos o más razas. Del total de la población el 4.66% eran hispanos o latinos de cualquier raza.